# Jorge de Paiva
Jorge de Paiva (Cacilhas, 1887. május 13. – ?, 1937. május 12.) olimpiai bronzérmes portugál párbajtőrvívó.